# Have I Offended Someone?
Have I Offended Someone? es un álbum recopilatorio del músico y compositor estadounidense Frank Zappa, lanzado al mercado de forma póstuma en 1997. Como indica el título, contiene canciones de Zappa que se han dado a conocer por ser ofensivas para algunas personas, normalmente canciones satíricas o paródicas. La mayoría de las pistas aparecen en álbumes anteriores de Zappa, aunque casi todas aparecen en este álbum remezclas de alguna manera. La versión en directo de "Dumb All Over" es inédita. La grabación de 1984 de "Tinsel Town Rebellion" aparece como inédita, también, aunque apareció anteriormente en el video que se hizo del álbum Does Humor Belong in Music?
La portada fue ilustrada por el pintor alternativo Ralph Steadman.

## Lista de canciones
Todas las canciones compuestas por Frank Zappa, excepto donde se indique lo contrario.
1. "Bobby Brown Goes Down" – 2:43 /  versión remezcla de la de Sheik Yerbouti
2. "Disco Boy" – 4:23 / versión remezcla de la de Zoot Allures
3. "Goblin Girl" – 4:19 / versión remezcla y ralentizada de la de You Are What You Is
4. "In France" – 3:30 / versión remezcla de la de Them or Us
5. "He's So Gay" – 2:45 / versión remezcla de la de Thing-Fish
6. "SEX" – 3:44 / versión de The Man From Utopia
7. "Titties 'n Beer" – 4:37 / versión editada de la de Zappa In New York
8. "We're Turning Again" – 4:56 / versión remezcla de la de Frank Zappa Meets The Mothers Of Prevention
9. "Dumb All Over" – 5:43 / versión en directo inédita
10. "Catholic Girls" – 3:51 / versión editada de la de Joe's Garage
11. "Dinah-Moe Humm" – 7:14 / versión remezclada y editada de la de Over-Nite Sensation
12. "Tinsel Town Rebellion" – 4:24 / Does Humor Belong In Music? versión video
13. "Valley Girl" – 4:50 (Frank Zappa/Moon Unit Zappa) versión de Ship Arriving Too Late to Save a Drowning Witch
14. "Jewish Princess" – 3:15 versión de Sheik Yerbouti
15. "Yo Cats" – 3:32 (Frank Zappa/Tommy Mariano) / remezcla de la versión de Frank Zappa Meets The Mothers Of Prevention

## Producción
- Frank Zappa - producción
- Spencer Chrislu - ingeniero
- Ferenc Dobronyi - diseño
- Ralph Steadman - dirección artística
- Ed Sanders - notas del libreto